# Arystoteles i Filis
Arystoteles i Filis – rysunek stworzony przez Leonarda da Vinci. Znajduje się w Christ Church College w Oksfordzie.
Rysunek ukazuje młodą kobietę, która jedzie na grzbiecie starca. Kobieta ma wymalowane piersi. Na odwrocie szkicu Leonardo zapisał ciąg słów: kochanka przyjemność cierpienie miłość zazdrość szczęście zawiść fortuna skrucha.
Rysunek nawiązuje do Arystotelesa, który został zapamiętany jako sędziwy filozof żeniący się z o wiele młodszą od niego Filis. W średniowieczu popularny był motyw Filis ujeżdżającej Arystotelesa, symbolizujących zniewolenie rozumu przez miłość.